# Denmark (Maine)
Denmark è un comune degli Stati Uniti d'America, situato nello stato del Maine, nella contea di Oxford.